# 三ツ星カラーズ
『三ツ星カラーズ』（みつぼしカラーズ）は、カツヲによる日本の漫画。『月刊コミック電撃大王』（KADOKAWA）において、2014年9月号から2020年8月号まで連載された。
2017年3月に行われたイベント『電撃コミック祭2017』にてアニメ化が発表され、2018年1月から3月まで放送された。

## あらすじ
東京・上野のとある公園の草むらに、結衣、さっちゃん、琴葉の小学生女子3名から成る「カラーズ」という（自称）秘密組織のアジトがあった。カラーズの3人は知り合いの商店街の店主や警官、高校生たちと交流しながら、上野の平和を守るために、日夜（ただし夜は家に帰っている）行動していた。

## 登場人物

### カラーズ
本作の主人公で、結衣とさっちゃんと琴葉の女子小学生3人が上野を守るために結成した正義の組織。メインカラーは結衣が赤、さっちゃんが黄、琴葉が青、モノクロ大佐が白黒の扱いを受ける。大抵は上野で事件が発生することが無いために斎藤に悪戯したり、おやじが考え出して来た謎解きに挑戦したり、さっちゃん母から頼まれた黄瀬フルーツの果物を売る手伝いをしたり、3人で上野で遊ぶことぐらいである。
赤松 結衣（あかまつ ゆい）
声 - 高田憂希
「カラーズ」のリーダーの女子小学生。メインカラーは赤。アジトでは「モノクロ大佐」と名付けた猫の世話をしている。運動神経が無く、3人の中では走るのが遅いため、よく置いてかれる。泣き虫な面があるが本人はその自覚がなく、リーダーとしての威厳があると思っている。さっちゃんや琴葉と比べるとまともな性格で礼儀正しいが天然なところがあり、相手に対して辛辣な発言をしたり、2人の悪戯や悪乗りに便乗することもある。自称ツッコミ役ではあるが、2人にはおもしろくないとよくスルーされる。ツッコミを忘れてしまうこともあり、さっちゃんが半ばふざけて言ったことに対し感情移入してしまうこともある。特にさっちゃんからの扱いが雑だったり存在を忘れられると怒り出す。その際はツッコミにキレがある。
さっちゃんと琴葉とは違う「東京都台東区立湯門小学校」に通い、制服を着用。学校では平井と田所という2人の友達がいる。最初は2人から苗字の「赤松さん」と呼ばれていたが、お祭りのときに、さっちゃんの何気ない会話のおかげで現在は「結衣ちゃん」と呼ばれる。
さっちゃんと琴葉が2人で遊んだ（写真撮り）ことを聞くと「ずるい！」と言って、無理やり付き合わせ、わがままを言って困らせることがある。
琴葉に学校の友達が少ないと弄られたときは怒り、ゲームが下手なことを嫌味交じりに言って泣かせたことがある。止めに入ったさっちゃんには怒らせると怖いと言われる。しかし、最後は泣いて琴葉に謝った。喧嘩をしても琴葉からは暴力を振るわれることはない。
さっちゃん、琴葉に比べてボケに対し大分鈍感であるだけでなく、人がふざけあったり、冗談を言ったりすることに対し"ウケる"といったことはほぼ無い。さっちゃんと琴葉の間でボケのやり取りがあると、素でボケを殺すような発言をしたり、特にボケが気にくわないときは取り乱してそのつまらなさをまくし立てることもある。
さっちゃん / 黄瀬 沙希（きせ さき）
声 - 高野麻里佳
「カラーズ」のメンバーの女子小学生。メインカラーは黄。実家は青果店の「黄瀬フルーツ」。常に明るく元気な性格で、運動神経が良い。人前でも平気で「うんこ」と口にしたり、一人で突っ走るなど、騒がしくお調子者なところがある。自分を可愛いと自負しており、細かなものも含め、諸々の所作が少し作為的なように描かれることも多いが、結衣からは「普通」とバッサリ言われる。
カラーズが行動を起こすとき、さっちゃんがきっかけとなる発案をすることが多く、また彼女の突飛な行動が物語のアクセントや起点になることも多い。
つまらないギャグや意味不明なことを言って琴葉がツボにはまって笑うことがあるが、結衣からは「おもしろくないから!」、「私はしらけたから！」と怒られることがある。
琴葉からの扱いは少々ぞんざいで、暴力を振るわれ、頭を踏まれることがある。ただし場の空気をよむこともあり、結衣と琴葉が喧嘩したときは仲介役にまわり、2人の間を取り持つことがある。
母親からも「さっちゃん」と呼ばれているが、稀に下の名前で呼ぶ描写がある。過去に父親との別れがあったようだが、作中での描写は本人が何気なく、あっけらかんと振り返ったのみで、深刻な様子はないようである。故に黄瀬の姓は母方のものである可能性があるが、詳しくは語られていない。
青山 琴葉（あおやま ことは）
声 - 日岡なつみ
「カラーズ」のメンバーの女子小学生。メインカラーは青。常に被り物を身に着けスカートを着用している。ゲーム好きで常に携帯ゲーム機を持ち歩いているが上手いわけではない。
ゲームが下手であることを結衣に弱点として指摘されたときは動揺しながら、本当のことを言ってほしいと言ったが「意味のないところで連打している」と指摘され、泣き出した。さっちゃんはこのことに対して触れてはいけないと述べている。
よく過激な発言や暴力で物事を解決させようとし、結衣を含め周囲の人たちを驚かせる。また、人の頭を踏みつけたがる癖を持つ。「カラーズ」のメンバーの中では頭の回転が速く、事件や謎の真相に気付くと「ゲームクリヤー！」という決め台詞を放つ。この決め台詞は自身にとって重要なことで、さっちゃんに決め台詞を言われたときは「次やったら池に沈める」と激怒し、さっちゃんを怖がらせた。
屁理屈で大人を屈服させたり、悪知恵の働いた悪戯をする。言葉遣いも三人の中では最も皮肉の効いた、毒っ気のあるものが多い。さっちゃんから、自身の役割について「ボケ」に対する「悪ノリ」であると言われた際、不敵に満更でもない表情を浮かべていた。
普段は強気で堂々としているが、結衣の悪気ない辛辣な発言で動揺して涙目になったり、うたれ弱い面がある。さっちゃんのユーモアに対し、こちらも少しユーモラスな口調による淡々としたツッコミでいなすことがある。
アメ横商店街の看板の上で仁王立ちする、さっちゃんを簡単にねじ伏せられる、ののかに腹パンして倒すなど腕っぷしが強く、身体能力が高い。
モノクロ大佐（モノクロたいさ）
声 - 日岡なつみ（#01、#12）、高田憂希（#2、#7）、高野麻里佳（#3、#8）、名塚佳織（#5）、田丸篤志（#6）、玄田哲章（#9）、朝井彩加（#10）、東城日沙子（#11）
パンダのような白黒の色合い姿の変わった猫。上野で盗みを働いていた野良猫だったが、「カラーズ」が捕獲した後に体が白黒なことから「モノクロ大佐」と名付けられ、斎藤の勧めもあって「カラーズ」の一員となる。メインカラーは白黒。主に結衣が面倒を見ており、結衣だけは敬語で話しかける。「カラーズ」のアジトで寝ているが、それ以外は上野の様々な場所を彷徨く。結衣が落としたシュシュを「カラーズ」のアジトに持って行く等、賢い一面がある。結衣と琴葉と沙織（さっちゃんの母親）には懐いているが、さっちゃんには懐いていない。

### 上野の人々
斎藤（さいとう）
声 - 田丸篤志
青森県出身の交番勤務の警官。口が悪い。結衣からは「斉藤さん」と呼ばれるが、さっちゃんと琴葉からは「斎藤」と呼び捨てされている。「カラーズ」にはよく絡まれ、何かと変なことに巻き込まれる。「カラーズ」を「クソガキ共」と呼ぶなど大人げない部分が目立つ。
さっちゃんの父親とは大学の先輩後輩の関係であり、斎藤によるとさっちゃんの父親は学校から呼び出しを食らう常習犯だったという。
鯨岡 大吾郎（くじらおか だいごろう）
声 - 玄田哲章
雑貨店「ホエールファクトリー」を営む年配男性。常に変な眼鏡を掛けている。結衣達を「カラーズ」と呼び可愛がり、よく謎解きや面白い話を持ち込んでくる。カラーズがトランシーバをもらいにきた際、代金を払おうとすることに驚く等、普段のカラーズへの待遇は厚いようである。
「カラーズ」からは「おやじ」と呼ばれ、慕われている。
黄瀬 沙織（きせ さおり）
声 - 名塚佳織
さっちゃんの母親。アメ横で青果店の「黄瀬フルーツ」を営む。売れ残ったバナナを「カラーズ」に全て売り尽くすように頼んで、ご褒美として「カラーズ」が欲しがっていたチューチューカブリラの着ぐるみをプレゼントしたが、当の本人は気持ち悪がっていた。さっちゃんの項で前述の通り、夫との別れを経験している。黄瀬の姓が彼女の旧姓であるか否かは明らかにされて居ない。さっちゃん曰く便秘。
笹木 ののか（ささき ののか）
声 - 朝井彩加
女子高生。実家は「ササキのパン」というパン屋。結衣からは「ののちゃん」、さっちゃんと琴葉からは「ののか」と呼ばれている。カラーズの3人をまとめて「カラーズちゃん」と呼んで可愛がったり、時には一緒に遊んだりするなど面倒見が良いが、「カラーズ」に振り回されることもある。父のようなパンが作れるように奮闘して実家のパン屋を引き継いで守ろうとしているが、味音痴で「カラーズ」のメンバーには不評だった。その一方で姉のももかが作ったおにぎりが「カラーズ」に好評だったために「カラーズ」にももかがおにぎり屋にすることを応援されてしまい、カラーズを「裏切り者」と呼び悔しがった。店の方向性に関して姉と意見が対立しているものの、姉妹ともに認めるほど普段は仲がいい。
笹木 ももか（ささき ももか）
声 - 東城日沙子
ののかの姉で大学生。クールな性格で大人びている。ののかと「カラーズ」からは「もか姉」と呼ばれている。実家は「ササキのパン」というパン屋。大学を卒業したら父から「店を好きにしていい」と許可を得ていて店をおにぎり屋にしようと考えるが、ののかから反対されている。ののかと違い味音痴ではなく「カラーズ」から好評のおにぎりを作るほどの料理上手で、実家をおにぎり屋にすることを「カラーズ」から応援された。
すばる
声 - 沼倉愛美
ののかの友人の女子高生。バイトで福引きの店番をしていた。ののかからはバイトのやりすぎで留年しそうと気にされている。「カラーズ」と次に会った際は、結衣以外は彼女を忘れていた。
平井（ひらい）、田所（たどころ）
声 - 石見舞菜香（平井）、朝日奈丸佳（田所）
湯門小学校に通う結衣の友人達。平井は眼鏡を掛け肩まで伸びた短髪。田所は背中まで伸びた赤みがかった茶髪の長髪が特徴。
結衣の数少ない友人である。さっちゃんと琴葉とは違い、控えめに接している。
チューチューカブリラ
怪人。「カラーズ」のお気に入りの怪人で、沙織が売れ残ったバナナを全て売り尽くしたご褒美として「カラーズ」にこの着ぐるみを与えた。正体は不明。

## 書誌情報
- カツヲ『三ツ星カラーズ』KADOKAWAアスキー・メディアワークス〈電撃コミックスNEXT〉、全8巻
  1. 2015年4月27日発売、ISBN 978-4-04-869307-3
  2. 2016年1月27日発売、ISBN 978-4-04-865651-1
  3. 2016年10月27日発売、ISBN 978-4-04-892427-6
  4. 2017年7月27日発売、ISBN 978-4-04-892978-3
  5. 2018年2月27日発売、ISBN 978-4-04-893640-8
  6. 2018年12月27日発売、ISBN 978-4-04-912234-3
  7. 2019年10月26日発売、ISBN 978-4-04-912833-8
  8. 2020年8月27日発売、ISBN 978-4-04-913398-1

## テレビアニメ
2018年1月から3月まで放送された。
また、メインキャスト3名（カラーズ☆スラッシュ）が出演する応援宣伝番組『天才！カラーズTV』が2017年7月27日より2018年3月までAT-Xにて放送されたほか、ニコニコ動画等で配信された。全12話。AT-Xでは配信版にはない追加要素が入った特別版を放送。

### スタッフ
- 監督 - 河村智之[3]
- 監督補佐 - ほりうちゆうや（第2話-）
- シリーズ構成・脚本 - ヤスカワショウゴ[3]
- キャラクターデザイン - 横田拓己[3]
- 美術監督 - 李凡善[5]
- 美術設定 - 田中俊成、大山裕之
- 色彩設計 - 水本志保[5]
- 3D監督 - 天狗工房[5]
- 3Dディレクター - 大見有正
- 撮影監督 - 佐藤敦[5]
- 編集 - 近藤勇二[5]
- 音楽 - 未知瑠[5]
- 音楽制作 - フロンティアワークス[5]
- 音響監督 - 土屋雅紀[5]
- 音響効果 - 山田香織[5]
- 録音調整 - 常川総一[5]
- 音響制作 - グルーヴ[5]
- 音楽プロデューサー - 柴田滋
- プロデューサー - 南原光宏、小林由美子、山下愼平、山崎史紀、尾形光広、石川功
- アニメーションプロデューサー - 中川二郎
- アニメーション制作 - SILVER LINK.[3]
- 製作 - 三ツ星カラーズ製作委員会[5]

### 主題歌
使用された楽曲はいずれも結衣（高田憂希）、さっちゃん（高野麻里佳）、琴葉（日岡なつみ）による「カラーズ☆スラッシュ」が担当する。
「カラーズぱわーにおまかせろ！」
オープニングテーマ。作詞は畑亜貴、作曲・編曲は斉藤信治。
「ミラクルカラーズ☆本日も異常ナシ！」
エンディングテーマ。作詞はこだまさおり、作曲・編曲はHanazabu。
「カラフルデイズ」
第12話挿入歌。作詞・作曲は秋浦智裕、編曲は成瀬裕介。

### 各話リスト
| 話数 | サブタイトル             | 絵コンテ                | 演出                      | 作画監督                                                                                           | 総作画監督 |
| ---- | ------------------------ | ----------------------- | ------------------------- | -------------------------------------------------------------------------------------------------- | ---------- |
| #01  | カラーズ                 | 河村智之                | 河村智之                  | 片山敬介 野口孝行 藁科将人 森悦史                                                                  | 横田拓己   |
| #02  | かくれんぼ               | 河村智之                | 小柴純弥                  | 横田拓己 前嶋弘史 井上美香 寿夢龍 金正男 平山剛                                                    | 山本亮友   |
| #03  | チュカブる               | 河村智之                | 岡本恵理香                | 山吉一幸 澤入佑樹 佐藤香織 大槻南雄 冨田佳亨 古谷梨絵 藤井文乃 山本亮友 横田拓己                   | 横田拓己   |
| #04  | なつまつり               | 吉村愛                  | 河村智之                  | 皆川愛香利 荻窪マイケル                                                                            | 山本亮友   |
| #05  | どうぶつえん             | 河村智之                | ほりうちゆうや            | 山本亮友 大槻南雄 森悦史 本多弘幸 片山敬介 藁科将人 泉美紗子 藤井文乃 木下由美子 平山剛士 松本勝次 | 横田拓己   |
| #06  | 弱点さがし会ぎ           | 川畑えるきん            | 川畑えるきん              | 川畑えるきん                                                                                       | 横田拓己   |
| #07  | トリック オア トリート！ | 吉村愛 ほりうちゆうや   | ほりうちゆうや 岡本恵理香 | 李少雷 松井京介 冨田泰弘 那古谷和弥 石田啓一 kj.h 荻窪マイケル                                     | 山本亮友   |
| #08  | はくぶつかん             | 井上圭介                | 井上圭介                  | 川畑えるきん 前嶋弘史 本多弘幸 平山剛士 金正男 泉美紗子 大槻南雄 今田茜 木下由美子 井上美香        | 横田拓己   |
| #09  | ワンコインさっちゃん     | 澤井幸次                | 板庇迪                    | 那古谷和弥 津熊健徳 松井京介 石田啓一                                                              | 山本亮友   |
| #10  | 雪すぎる                 | 神保昌登                | 神保昌登                  | 川畑えるきん 中島大智 前嶋弘史 皆川愛香利 泉美紗子 沼田広 大槻南雄 錦織成                          | 横田拓己   |
| #11  | ハイパーかくれんぼ       | 澤井幸次 ほりうちゆうや | ほりうちゆうや            | 李少雷                                                                                             | 山本亮友   |
| #12  | カラーズと街とひとびと   | 河村智之                | 河村智之                  | 井上美香 中島大智 金正男 本多弘幸 山本亮友 川畑えるきん 泉美紗子                                   | 横田拓己   |

### 放送局
| 放送期間                | 放送時間                     | 放送局     | 対象地域 | 備考                      |
| ----------------------- | ---------------------------- | ---------- | -------- | ------------------------- |
| 2018年1月7日 - 3月25日  | 日曜 22:30 - 23:00           | AT-X       | 日本全域 | CS放送 / リピート放送あり |
| 2018年1月8日 - 3月26日  | 月曜 1:30 - 2:00（日曜深夜） | BS11       | 日本全域 | BS放送 / 『ANIME+』枠     |
|                         | 月曜 1:35 - 2:05（日曜深夜） | TOKYO MX   | 東京都   |                           |
|                         | 月曜 23:30 - 火曜 0:00       | サンテレビ | 兵庫県   |                           |
| 2018年1月10日 - 3月28日 | 水曜 0:00 - 0:30（火曜深夜） | KBS京都    | 京都府   |                           |

| 配信開始日    | 配信時間                     | 配信サイト |
| ------------- | ---------------------------- | --- |
| 2018年1月8日  | 月曜 1:35 - 2:05（日曜深夜） | AbemaTV |
| 2018年1月14日 | 日曜 23:00 - 23:30           | ニコニコ生放送 |
|               | 日曜 23:30 更新              | ニコニコチャンネル |
|               | 日曜更新                     | GYAO! バンダイチャンネル hulu dアニメストア ひかりTV J:COMオンデマンド ビデオパス アニメ放題 U-NEXT Amazonビデオ Netflix あにてれ Rakuten TV DMM.com ビデオマーケット HAPPY!動画 ムービーフルplus PlayStation Video |

### BD / DVD
| 巻 | 発売日        | 収録話          | 規格品番  | 規格品番  |
| 巻 | 発売日        | 収録話          | BD        | DVD       |
| -- | ------------- | --------------- | --------- | --------- |
| 1  | 2018年3月28日 | 第1話 - 第3話   | MFXC-0023 | MFBC-0073 |
| 2  | 2018年4月25日 | 第4話 - 第6話   | MFXC-0024 | MFBC-0074 |
| 3  | 2018年5月25日 | 第7話 - 第9話   | MFXC-0025 | MFBC-0075 |
| 4  | 2018年6月27日 | 第10話 - 第12話 | MFXC-0026 | MFBC-0076 |

## ゲーム
『三ツ星カラーズ〜モノクロ大佐をさがせ！〜』は、ニコニコ動画『RPGアツマール』で配信のミニゲーム。2018年1月8日リリース。ゲーム制作はほりん。アニメに合わせ内容も更新される。